# 叙利亚-玛拉巴礼天主教会

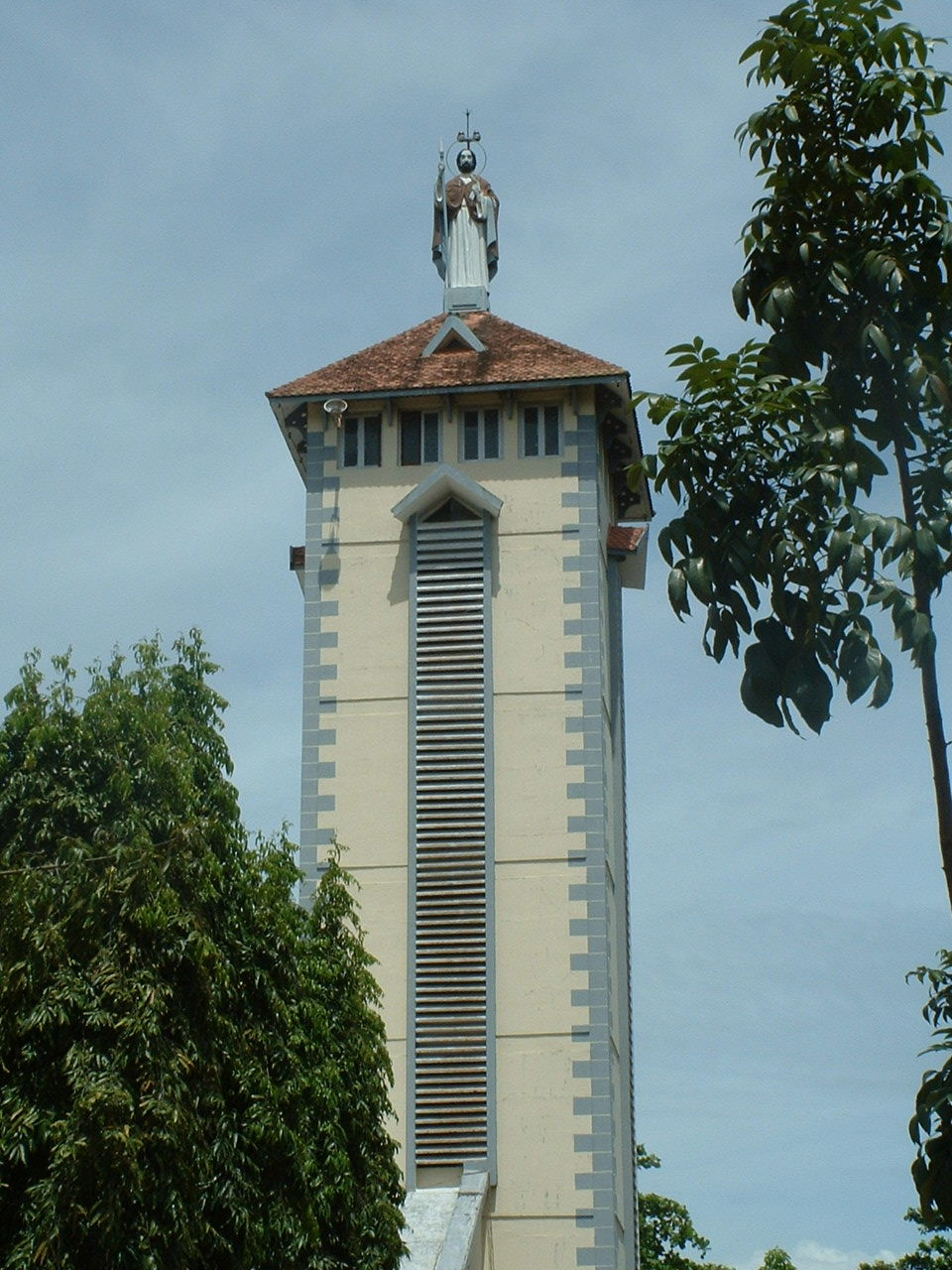
敘利亞-瑪拉巴禮天主教埃納庫拉姆暨安加馬里大總教區聖母主教座堂

敘利亞-瑪拉巴禮教會（英語：Syro-Malabar Catholic Church）為天主教會的一部分，是東儀天主教會的23個成員之一，同時是東儀天主教會中第二大的教會，為加色丁或東敘利亞禮拜儀式傳統的一個分支。該教會直屬於聖座，並與教宗完全共融。現任大總主教為喬治·阿倫謝雷樞機。

## 歷史

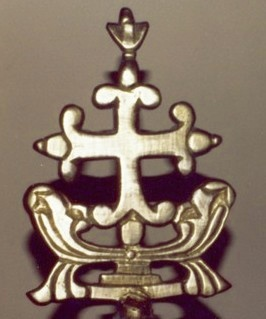
聖多默十字架

### 聖多默傳入印度
西元53年，聖多默宗徒（又譯「聖多馬」）登陸印度咯拉拉，並以當地為主、行跡於奎隆等地傳教，也在到訪印度其它地方期間建立了不少基督教會，後於西元72年12月21日卒於麥拉坡。

### 與東敘利亞的關係

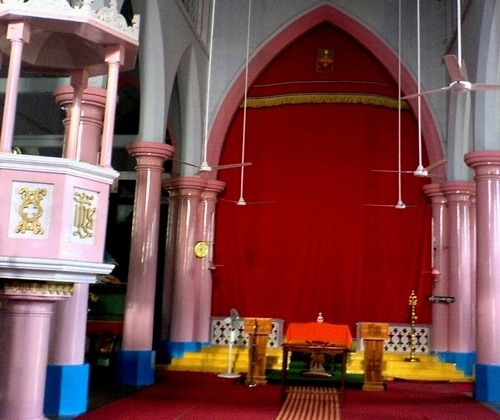
叙利亚-玛拉巴礼教會的聖堂內部，使用東方教會的紅色低布

由於，早期聖多默教會信徒，與後來被稱為東方教會有一定的通信。使該教會的禮儀及教理，與其她東方教會非常相似，所以學者將她歸類為東敘利亞禮。但該教會還保留一定的獨特，特別是教會管理、社會文化和禁慾主義。至少從公元4世紀至16世紀為止，該教會的主教由東敘利亞馬拉巴教會所任命，但只是任命權。

### 葡萄牙人到來
於1498年5月20日，葡萄牙探險家華士古達伽馬到達印度西部的卡里卡特。他和傳教士，除了在馬拉巴發現聖多默教會的基督徒外，在印度其他地區都沒有發現基督徒。他們第一與該教會接觸時，非常友好，並互相交換禮物。後來，由於該教會與拉丁禮的天主教會，在禮儀和教理方面有一定的差異。而且，葡萄牙傅教士開始干預，他們懷疑印度的基督徒是異端。要求將該教會的禮儀和管理改用拉丁禮方式，並斷絕與東敘利亞的通信。使相方關係越來越緊張。於1533年1月31日和1558年，葡萄牙在果亞和柯枝成立拉丁禮天主教教區。希望可以從而加強對聖多默教會的信徒的管理。當時，喀拉拉邦教會被定為是來自波斯景教，即異端。

### 教會分裂

聖多默教會的分支圖

聖多默教會抵抗天主教會的拉丁化。於1653年，該教會的副主教宣佈，該會信徒不會再聽從耶穌會主教的說話。但是也有一部分的神職人員和信徒，還是留在天主教會內。他們就組成現今所認為的敘利亞－瑪拉巴禮教會。

## 現況

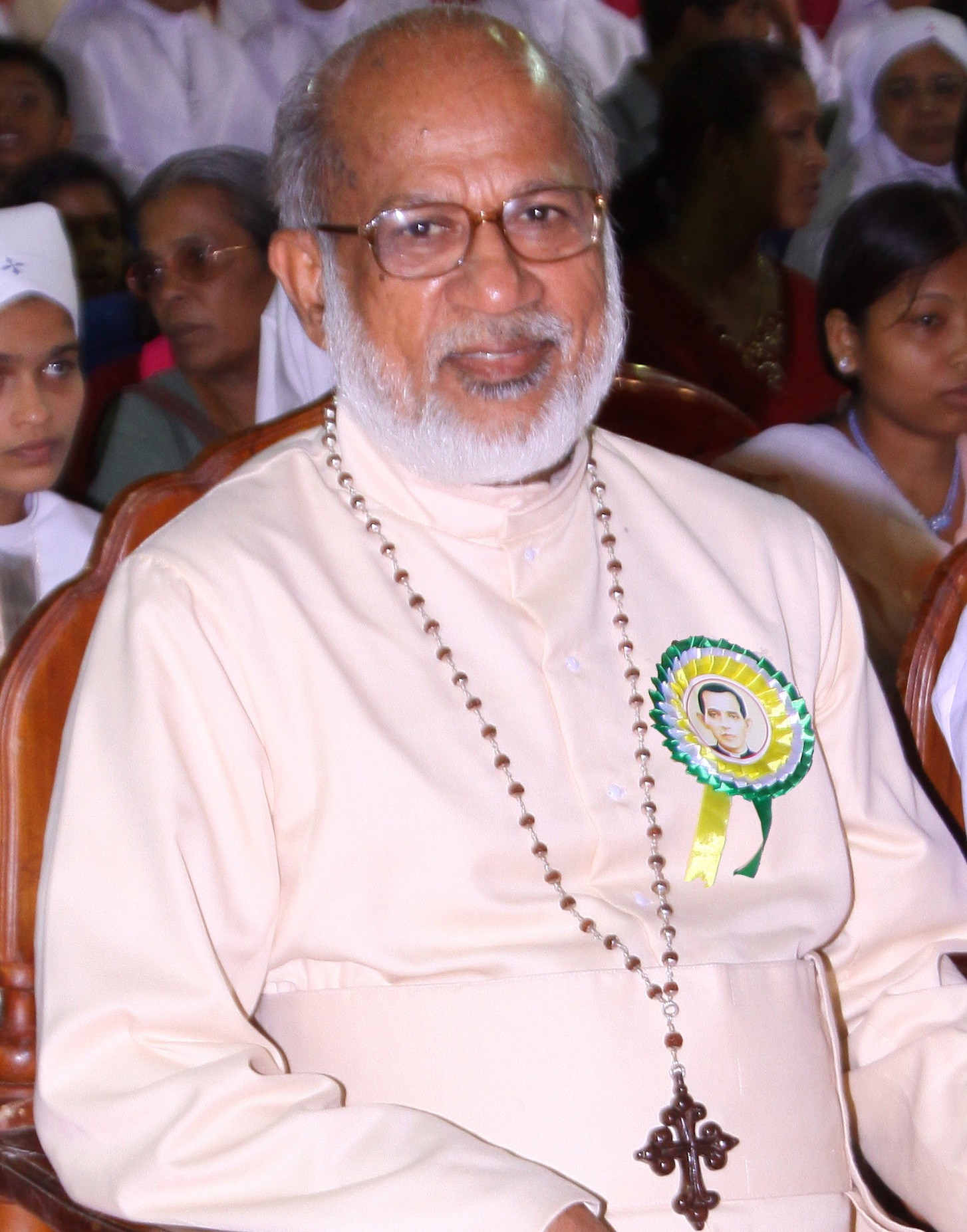
現任大總主教為喬治·阿倫謝雷樞機

現時，該教會的信徒約有382萬名，他們主要分佈在印度東南部的喀拉拉邦，敘利亞和美國等地區。該教會在全球設立了5個總教區和26個教區，40名主教，其中15個總教區及教區設在喀拉拉邦，在印度其它地區設15個教區、美國芝加哥及澳大利亞墨爾本設一個教區。該教會主要在禮儀中使用馬拉雅拉姆語、英語和敘利亞語等。

## 教省

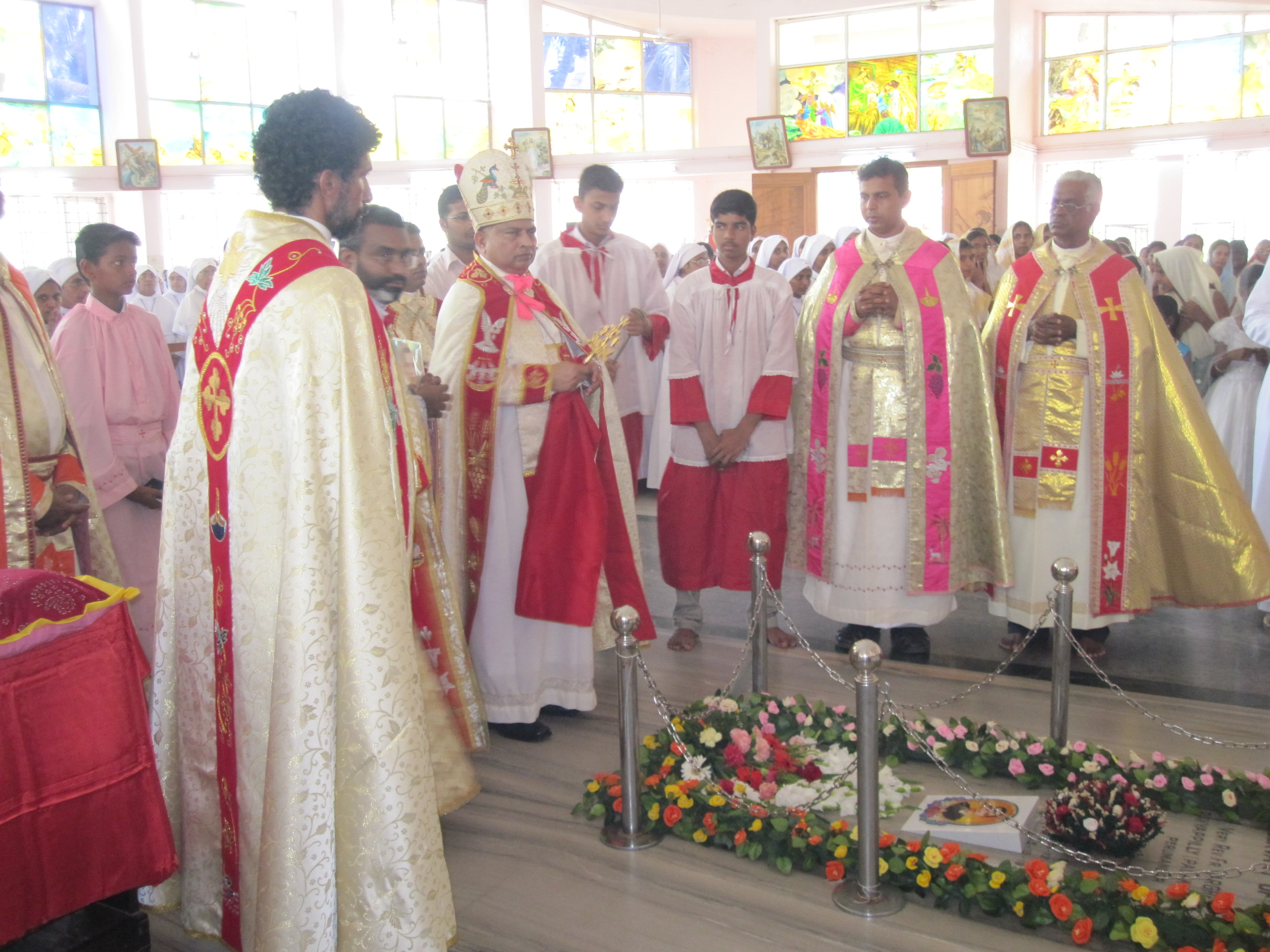
東儀天主教會的敘利亞-瑪拉巴禮教會主教。他手拿的是聖多默十字架。

### 埃納庫拉姆暨安加馬里教省
- 敘利亞-瑪拉巴禮天主教埃納庫拉姆暨安加馬里大總教區
  - 敘利亞-瑪拉巴禮天主教伊杜基教區
  - 敘利亞-瑪拉巴禮天主教科塔曼格拉姆教區

### 金格納傑里教省
- 敘利亞-瑪拉巴禮天主教金格納傑里總教區
  - 敘利亞-瑪拉巴禮天主教根吉拉帕利教區
  - 敘利亞-瑪拉巴禮天主教巴萊教區

### 代利傑里教省
- 敘利亞-瑪拉巴禮天主教代利傑里總教區
  - 敘利亞-瑪拉巴禮天主教馬嫩托迪教區
  - 敘利亞-瑪拉巴禮天主教塔馬拉塞利教區

### 德里久爾教省
- 敘利亞-瑪拉巴禮天主教德里久爾總教區
  - 敘利亞-瑪拉巴禮天主教伊林賈勒古達教區
  - 敘利亞-瑪拉巴禮天主教巴爾卡德教區

### 戈德亞姆教省
- 敘利亞-瑪拉巴禮天主教戈德亞姆總教區

### 喀拉拉邦之外的教區
- 敘利亞-瑪拉巴禮天主教阿迪拉巴德教區
- 敘利亞-瑪拉巴禮天主教比傑諾爾教區
- 敘利亞-瑪拉巴禮天主教錢達教區
- 敘利亞-瑪拉巴禮天主教戈勒克布爾教區
- 敘利亞-瑪拉巴禮天主教賈格達爾普爾教區
- 敘利亞-瑪拉巴禮天主教格利揚教區
- 敘利亞-瑪拉巴禮天主教拉傑果德教區
- 敘利亞-瑪拉巴禮天主教薩格爾教區
- 敘利亞-瑪拉巴禮天主教瑟德納教區
- 敘利亞-瑪拉巴禮天主教烏賈恩教區
- 敘利亞-瑪拉巴禮天主教法里達巴德教區

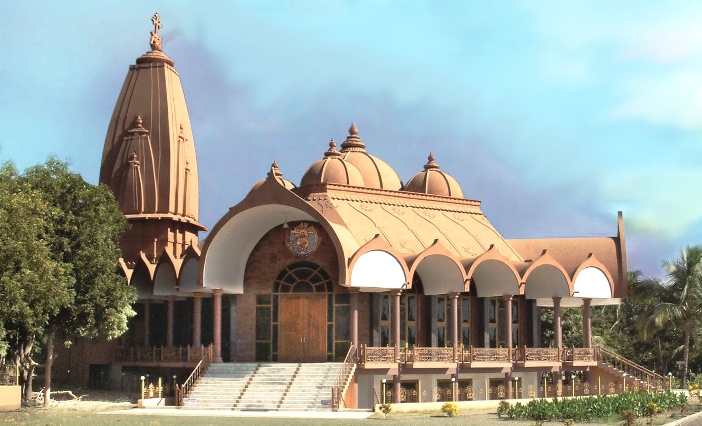
拉傑果德教區愛德堂

- 敘利亞-瑪拉巴禮天主教圖卡萊教區（屬金格納傑里總教區）
- 敘利亞-瑪拉巴禮天主教珀德拉沃蒂教區（屬代利傑里總教區）
- 敘利亞-瑪拉巴禮天主教巴爾坦加迪教區（屬代利傑里總教區）
- 敘利亞-瑪拉巴禮天主教門迪亞教區（屬代利傑里總教區）
- 敘利亞-瑪拉巴禮天主教拉默納特布勒姆教區（屬德里久爾總教區）
- 敘利亞-瑪拉巴禮天主教霍蘇爾教區（大總主教直轄）
- 敘利亞-瑪拉巴禮天主教沙姆薩巴德教區（大總主教直轄）

### 印度之外的教區
- 敘利亞-瑪拉巴禮天主教芝加哥聖多默教區
- 敘利亞-瑪拉巴禮天主教墨爾本聖多默教區
- 敘利亞-瑪拉巴禮天主教加拿大宗座代牧區

## 外部連結
- 叙利亚-玛拉巴礼教会官方網站（页面存档备份，存于）
- 敘利亞-瑪拉巴禮彌撒 （页面存档备份，存于）